# ديباك ديف
ديباك ديف (بالإنجليزية: Deepak Dev)‏ هو ملحن هندي، ولد في 2 مارس 1974 في كوتشي في الهند.

## وصلات خارجية
- ديباك ديف على موقع IMDb (الإنجليزية)
- ديباك ديف على موقع ميوزك برينز (الإنجليزية)
- ديباك ديف على موقع قاعدة بيانات الفيلم (الإنجليزية)